# Apeadeiro de Arazede
O Apeadeiro de Arazede é uma interface encerrada do Ramal da Figueira da Foz, que servia a freguesia de Arazede, no distrito de Coimbra, em Portugal.

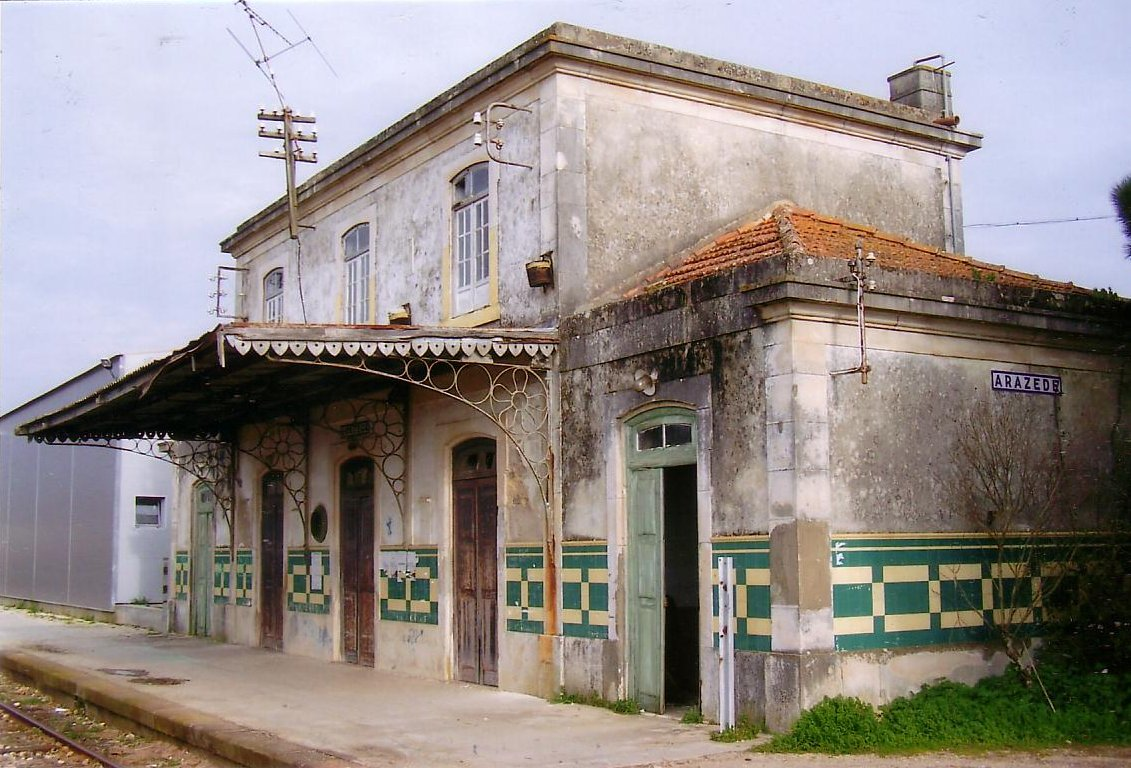
O apeadeiro de Arazede, em 2007.

## Descrição

### Localização e acessos
Esta interface situa-se a menos de um quilómetro a nornoroeste do centro da localidade nominal (Largo Silva Ferrão).

### Infraestrutura
O edifício de passageiros situa-se do lado norte da via (lado direito do sentido ascendente, para Pampilhosa). Até à sua demoção para a classificação de apeadeiro, esta era, de entre as 17 interfaces do Ramal da Figueira da Foz em funcionamento à data do seu encerramento, a única com a categoria de estação, excluindo as estações terminais e a de Montemor-o-Velho (que servia nominalmente uma sede de concelho).

## História

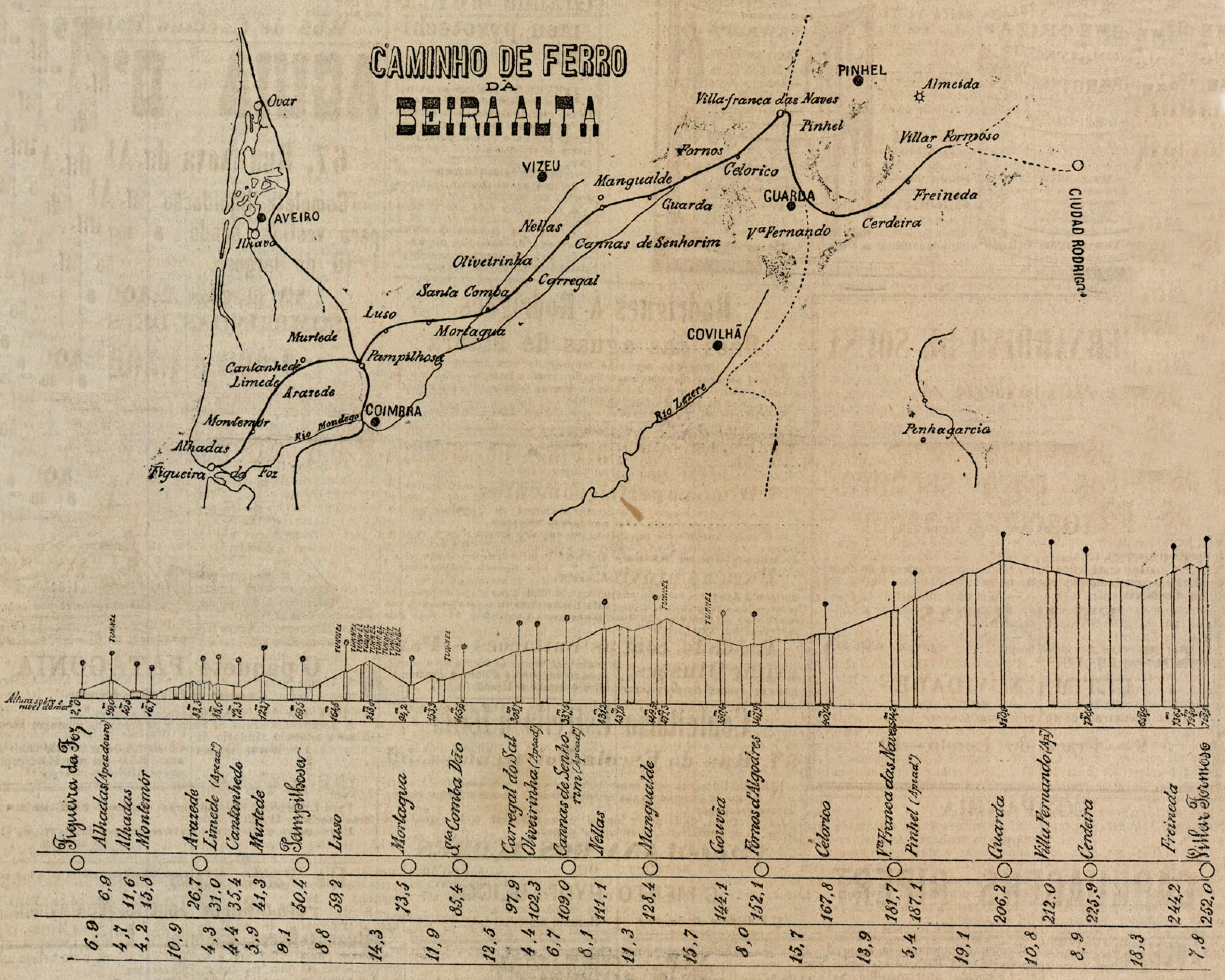
Mapa da Linha da Beira Alta, na altura da sua inauguração, em 1882: Arazede surge já com a categoria de estação.

### Inauguração
O Ramal da Figueira da Foz foi inaugurado em 3 de agosto de 1882 pela Companhia dos Caminhos de Ferro Portugueses da Beira Alta,sendo nessa altura considerado como parte da Linha da Beira Alta.

### Século XX
Em 1933, foi instalada uma báscula de 30 t nesta interface, que então possuía a categoria de estação. Em 1935, foi alvo de grandes obras de reparação, por parte da Companhia da Beira Alta. Os jardins da estação foram premiados em 1934, 1935 e 1940. Em 1939, a habitação do chefe e o quarto do praticante sofreram obras de reparação, e foram construídas guaritas junto às agulhas.
Em 1 de janeiro de 1947, a Linha da Beira Alta passou a ser explorada pela Companhia dos Caminhos de Ferro Portugueses.
Até pelo menos 1988, esta inteface deteve a classificação de estação, surgindo listada como apeadeiro desde, pelo menos, 2011.

### Encerramento
Por alegados  motivos de segurança, o Ramal da Figueira da Foz foi encerrado ao tráfego ferroviário pela Rede Ferroviária Nacional, em 5 de janeiro de 2009. A empresa Comboios de Portugal assegurou, até 1 de janeiro de 2012, um serviço rodoviário de substituição.